# Île Cockatoo
Pour les articles homonymes, voir Cockatoo.
L'île Cockatoo (« île des cacatoès ») est une île située à Sydney dans l'État de Nouvelle-Galles du Sud en Australie, à 10 km à l'Ouest du Centre d'affaires de Sydney.
Tour à tour prison, centre de formation, et enfin chantier naval, elle est inscrite depuis 2010 au patrimoine mondial au titre des sites de bagnes australiens.

## Géographie
Cette île, la plus grande de Port Jackson, se présente sous la forme d'un quadrilatère de 300 mètres de côté pour une superficie de 17,9 hectares, et se trouve au point de confluence du fleuve Parramatta et de la Lane Cove River.

## Histoire

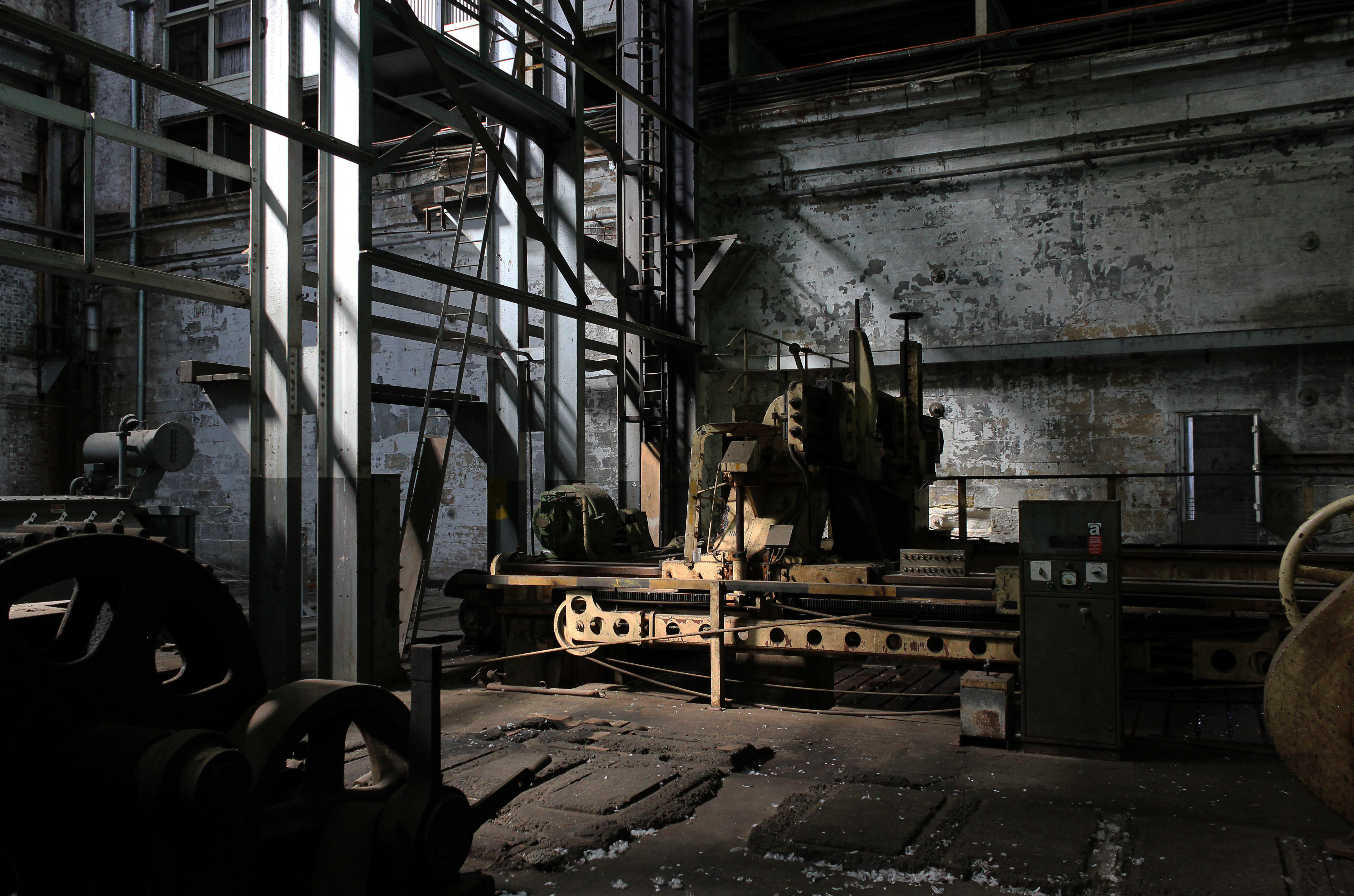
Au magasin des grosses machines, en mémoire du passé industriel, dans le Cockatoo Island Industrial Conservation Area. Mars 2019.

À l'origine, il s'agissait d'un simple monticule de grès boisée culminant à 18 mètres au-dessus du niveau de l'eau, que les aborigènes appelaient Wa-rea-mah et qui leur servaient probablement de base de pêche.
Entre 1839 et 1869, l'île Cockatoo Island sera un établissement pénitentiaire, destiné principalement aux condamnés récidivistes. Un seul de ces prisonniers, un Bushranger connu sous le pseudonyme de Captain Thunderbolt (en), réussira à s'échapper de l'île en 1863.
Entre 1857 et 1991, l'île a également été le site d'un des plus grands chantiers navals de l'Australie. La première de ses deux cales sèches qui s'y trouvent a été construite par des bagnards eux-mêmes. En 1913, l'île passera sous le contrôle du gouvernement australien pour devenir le chantier naval de la Royal Australian Navy. La présence de ses chantiers permit d’étoffer la flotte australienne pendant les 2 guerres mondiales. En 1933, l'île Cockatoo fut loué à la Cockatoo Docks and Engineering Company Ltd pour 21 ans. Ce bail fut renouvelé une première fois en 1954 pour une période supplémentaire de 20 ans, puis une seconde fois en 1972 pour de nouveau une période de 21 ans.
L'île est aujourd'hui géré par le Sydney Harbour Federation Trust (en).